# Цехин
Цехините (на италиански: zecchino), наричани още дзекини, секини, секени или секвени, са стари златни венециански монети. Названието си получават от двореца „Ла Цеха“, в който тогава се е помещавал монетният двор.
Монетите са отсичани без година на емисия и са се различавали само по изобразения дож. От едната страна на монетата винаги е изобразен действащият управител на Венеция, който, коленичил приема флаг от свети Марко като символ на управлението. На другата страна е фигурата на Христос, заобиколена от елипсовиден овал със звезди и надпис: Sit tibi, Christe, datus || quem tū regis, iste ducātus, тоест „На тебе, Христе, се посвещава това херцогство, което ти управляваш“.
От последната дума на надписа произлиза и названието „дукат“. Отначало е използвано само в разговорния език, но после е въведено официално за сребърните монети, които Венеция започва да сече през 1543 г.
Цехините са най-дълго сечените в историята монети – над 500 години без прекъсване. Сеченето им започва през 1284 г. и продължава до 1797 г., когато Венеция е завзета от Наполеон Бонапарт.
Теглото им е постоянно около 3.5 г., диаметър 20 – 22 мм, материалът е злато от висока проба (23.5 карата, еквивалент на проба 980). Тези техни характеристики се запазват неизменни през вековете, което ги прави едни от най-търсените и ценени монети по цялото Средиземноморие и в много европейски страни.
Впоследствие се секат монети, дробни и кратни на основната монета, равни на 1/4, 1/2, 2, 3, 10, 12 и 100 цехина. При тях се променят съответно размерите и теглото на монетата. Има монети, като например сечените при дожа Алвис Мочениго ІV (1763 – 1778), които са с тегло 174,8 грама, диаметър 50,7 мм и дебелина 5 мм, чиято съвременна нумизматична стойност се равнява на стотици хиляди долари.
Освен във Венеция цехини започват да секат в някои други италиански градове: Генуа, Рим, Болоня, Лука, в Тоскана и Ломбардия. Златни цехини се секат и в Малта, и в Османската империя от 1478 г., където през 19 век окончателно ги заменят златните турски лири.
Цехините се използват не само като парично средство, но и като накити, предимно към дамско облекло, с което се демонстрира освен празнично настроение, но и богатството и позицията на фамилията, която може да си позволи подобни украшения. В някои езици, например в английския, думата „sequin“ е добила широка употреба в смисъл на „пайети“ – дребни, кръгли, лъскави кръгчета за украсяване на облекло.